# Goitrina
La goitrina è un tiocarbammato ciclico, derivante dalla decomposizione della progoitrina. È una sostanza a effetto goitrogeno che riduce la produzione di ormoni tiroidei quali la tiroxina.